# Списак острва по површини
Ово је списак острва у свету поређаних по површини. Укључена су сва острва са површином већом од 5000 km² (970 квадратних миља). За поређење, приказане су континенталне земљане масе.

## Континенталне земљане масе
Ове бројке су приближно тачне.
|   | Континент      | Површина (km²) | Држава/Државе                                                                                              |
| - | -------------- | -------------- | --- |
| 1 | Афро-Евроазија | 84.400.000     | Различите                                                                                                  |
| 2 | Америке        | 42.300.000     | Различите                                                                                                  |
| 3 | Антарктик      | 13.000.000     | нема ( Аргентина, Чиле, Француска, Нови Зеланд, Норвешка и Уједињено Краљевство имају право на територију) |
| 4 | Аустралија     | 7.600.000      | Аустралија                                                                                                 |

Напомена: Аустралија, са површином 7.600.000 km², се овде сматра пре земљаном масом него острвом. Аустралија је више од три пута већа од Гренланда, највећег острва. Међутим, Аустралија се понекад сматра острвом.

## Острва већа од 250.000
Иако се за острво сматра било која земљана маса која је потпуно окружена водом, неке дефиниције искључују земљане масе које су довољно велике да би се сматрале континентом. Стављајући Аустралију у горњу табелу (мада је она технички континент или је само део веће континента званог Аустралазија) Гренланд постаје највеће острво на свету. Због класификације листа острва почиње Гренландом
|   | Острво         | Површина (km²) | Држава/Државе                         |
| - | -------------- | -------------- | ------------------------------------- |
| 1 | Гренланд       | 2.130.800      | Гренланд, независна Данска територија |
| 2 | Нова Гвинеја   | 785.753        | Индонезија и Папуа Нова Гвинеја       |
| 3 | Борнео         | 748.168        | Брунеј, Индонезија и Малезија         |
| 4 | Мадагаскар     | 587.713        | Мадагаскар                            |
| 5 | Бафинова земља | 507.451        | Канада, (Нунавут)                     |
| 6 | Суматра        | 443.066        | Индонезија                            |

## Острва 25.000–250.000
|    | Острво                    | Површина (km²) | Држава/Државе                                           |
| -- | ------------------------- | -------------- | ------------------------------------------------------- |
| 7  | Хоншу                     | 225.800        | Јапан                                                   |
| 8  | Велика Британија          | 218.595        | Уједињено Краљевство ( Енглеска, Шкотска, Велс)         |
| 9  | Викторија                 | 217.291        | Канада, ( Северозападне територије и Нунавут)           |
| 10 | Елзмир                    | 196.236        | Канада, ( Нунавут)                                      |
| 11 | Сулавеси                  | 180.681        | Индонезија                                              |
| 12 | Јужно острво              | 145.836        | Нови Зеланд                                             |
| 13 | Јава                      | 138.794        | Индонезија                                              |
| 14 | Северно острво            | 111.583        | Нови Зеланд                                             |
| 15 | Лузон                     | 109.965        | Филипини                                                |
| 16 | Њуфаундленд               | 108.860        | Канада (Њуфаундленд и Лабрадор)                         |
| 17 | Куба (главно острво)      | 105.806        | Куба                                                    |
| 18 | Исланд (главно острво)    | 101.826        | Исланд                                                  |
| 19 | Минданао                  | 97.530         | Филипини                                                |
| 20 | Ирска                     | 81.638         | Република Ирска и Уједињено Краљевство ( Северна Ирска) |
| 21 | Хокаидо                   | 78.719         | Јапан                                                   |
| 22 | Хиспањола                 | 73.929         | Доминиканска Република и Хаити                          |
| 23 | Сахалин                   | 72.493         | Русија                                                  |
| 24 | Банкс                     | 70.028         | Канада (Северозападне територије                        |
| 25 | Цејлон (главно острво)    | 65.268         | Шри Ланка                                               |
| 26 | Тасманија (главно острво) | 64.519         | Аустралија (Тасманија)                                  |
| 27 | Девон                     | 55.247         | Канада (Нунавут) (највеће ненасељено острво на свету)   |
| 28 | Александрово острво       | 49.070         | Нико (Антарктик)                                        |
| 29 | Огњена Земља              | 47.401         | Аргентина и Чиле                                        |
| 30 | Нова Земља                | 47.079         | Русија                                                  |
| 31 | Беркнер                   | 43.873         | нико (Антарктик)                                        |
| 32 | Аксел Хајберг             | 43.178         | Канада (Нунавут)                                        |
| 33 | Мелвил                    | 42.149         | Канада (Северозападне територије и Нунавут)             |
| 34 | Саутемптон                | 41.214         | Канада (Нунавут)                                        |
| 35 | Маражо                    | 40.100         | Бразил (највеће слатководно острво на свету)            |
| 36 | Шпицбершко острво         | 38.981         | Норвешка                                                |
| 37 | Кјушу                     | 37.437         | Јапан                                                   |
| 38 | Тајван                    | 35.801         | Тајван                                                  |
| 39 | Нова Британија            | 35.145         | Папуа Нова Гвинеја                                      |
| 40 | Принц од Велса            | 33.339         | Канада (Нунавут)                                        |
| 41 | Острво Јужно              | 33.246         | Русија                                                  |
| 42 | Хајнан                    | 33.210         | Кина                                                    |
| 43 | Ванкувер                  | 31.285         | Канада (Британска Колумбија)                            |
| 44 | Тимор                     | 28.418         | Источни Тимор и Индонезија                              |
| 45 | Сицилија                  | 25.662         | Италија                                                 |

## Острва 10.000–25.000
|    | Острво                                       | Површина (²) | Држава/Државе                                                 |
| -- | -------------------------------------------- | ------------ | ------------------------------------------------------------- |
| 46 | Самерсет                                     | 24.786       | Канада (Нунавут)                                              |
| 47 | Котељни                                      | 24.000       | Русија                                                        |
| 48 | Сардинија                                    | 23.949       | Италија                                                       |
| 49 | Бананал                                      | 20.000       | Бразил (највеће речно острво на свету)                        |
| 50 | Шикоку                                       | 18.545       | Јапан                                                         |
| 51 | Халмахера                                    | 18.040       | Индонезија                                                    |
| 52 | Серам                                        | 17.454       | Индонезија                                                    |
| 53 | Нова Каледонија (главно острво)              | 16.648       | Нова Каледонија, независна прекоокеанска Француска територија |
| 54 | Батерст                                      | 16.042       | Канада (Нунавут)                                              |
| 55 | Принц Патрик                                 | 15.848       | Канада (Северозападне територије)                             |
| 56 | Турстово острво                              | 15.700       | нико (Антарктик)                                              |
| 57 | Сумбава                                      | 14.386       | Индонезија                                                    |
| 58 | Нордаустландет                               | 14.247       | Норвешка                                                      |
| 59 | Острво Октобарске револуције                 | 14.204       | Русија                                                        |
| 60 | Флорес                                       | 14.154       | Индонезија                                                    |
| 61 | Краљ Вилијам                                 | 13.111       | Канада (Нунавут)                                              |
| 62 | Негрос                                       | 13.074       | Филипини                                                      |
| 63 | Самар                                        | 12.849       | Филипини                                                      |
| 64 | Палаван                                      | 12.189       | Филипини                                                      |
| 65 | Панај                                        | 12.011       | Филипини                                                      |
| 66 | Тупинамбарна (данас је подељено на 4 острва) | 11.850       | Бразил                                                        |
| 67 | Јос Сударсо                                  | 11.742       | Индонезија                                                    |
| 68 | Банка                                        | 11.413       | Индонезија                                                    |
| 69 | Елеф Рингенес                                | 11.295       | Канада (Нунавут)                                              |
| 70 | Бољшевик                                     | 11.206       | Русија                                                        |
| 71 | Јамајка (главно острво)                      | 11.190       | Јамајка                                                       |
| 72 | Бајлот                                       | 11.067       | Канада (Нунавут)                                              |
| 73 | Сумба                                        | 10.711       | Индонезија                                                    |
| 74 | Миндоро                                      | 10.572       | Филипини                                                      |
| 75 | Вити Леву                                    | 10.531       | Фиџи                                                          |
| 76 | Велико острво Хаваја                         | 10.434       | Сједињене Америчке Државе (Хаваји)                            |
| 77 | Кејп Бретон                                  | 10.311       | Канада (Нова Шкотска)                                         |

## Острва 5.000–10.000
|     | Острво                   | Површина (km²) | Држава/Државе |
| --- | ------------------------ | -------------- | --- |
| 78  | Принц Чарлс              | 9.521          | Канада (Нунавут) |
| 79  | Бугаинвил                | 9.318          | Папуа Нова Гвинеја |
| 80  | Кодиек                   | 9.293          | Сједињене Америчке Државе (Аљаска) |
| 81  | Кипар                    | 9.234          | Кипар Напомена: Турска је окупирала северни део острва и створила државу Северни Кипар, коју не признаје ниједна друга држава осим Турске |
| 82  | Порторико                | 9.100          | Порторико, државна заједница удружена са Сједињеним Америчким Државама                                                                    |
| 83  | Комсомолац               | 8.812          | Русија |
| 84  | Корзика                  | 8.741          | Француска |
| 85  | Диско                    | 8.612          | Гренланд, независна Данска територија |
| 86  | Карнеј                   | 8.500          | нико (Антарктик) |
| 87  | Чилое                    | 8.478          | Чиле |
| 88  | Буру                     | 8.473          | Индонезија |
| 89  | Крит                     | 8.312          | Грчка |
| 90  | Антикости                | 7.941          | Канада (Квебек) |
| 91  | Рузвелт                  | 7.910          | нико (Антарктик) |
| 92  | Врангел                  | 7.866          | Русија |
| 93  | Нова Ирска               | 7.404          | Папуа Нова Гвинеја |
| 94  | Лејте                    | 7.368          | Филипини |
| 95  | Сјеланд                  | 7.180          | Данска |
| 96  | Корнволис                | 6.995          | Канада (Нунавут) |
| 97  | Принц од Велса           | 6.675          | Сједињене Америчке Државе (Аљаска) |
| 98  | Кергелен (главно острво) | 6.617          | Француске јужне и антарктичке земље, прекоокеанска Француска територија                                                                   |
| 99  | Источни Фолкланд         | 6.605          | Фолкландска Острва, у спору су Уједињено Краљевство и Аргентина                                                                           |
| 100 | Сајпл                    | 6.390          | нико (Антарктик) |
| 101 | Грејам                   | 6.361          | Канада (Британска Колумбија) |
| 102 | Нови Симир               | 6.201          | Русија |
| 103 | Мелвил                   | 5.765          | Аустралија |
| 104 | Острво Принца Едварда    | 5.620          | Канада |
| 105 | Вануа Леву               | 5.587          | Фиџи |
| 106 | Велингтон                | 5.556          | Чиле |
| 107 | Коутс                    | 5.498          | Канада (Нунавут) |
| 108 | Бали                     | 5.416          | Индонезија |
| 109 | Чичагов                  | 5.388          | Сједињене Америчке Државе (Аљаска) |
| 110 | Гвадалканал              | 5.353          | Соломонова Острва |
| 111 | Амунд Рингерс            | 5.255          | Канада (Нунавут) |
| 112 | Љахонска острва          | 5.157          | Русија |
| 113 | Свети Лоренц             | 5.135          | Сједињене Америчке Државе (Аљаска) |
| 114 | Ријезко                  | 5.110          | Чиле |
| 115 | Мекензи Кинг             | 5.048          | Канада (Северозападне територије и Нунавут)                                                                                               |
| 116 | Тринидад                 | 5.009          | Тринидад и Тобаго |